# Macrobrachium sbordonii
Macrobrachium sbordonii is een garnalensoort uit de familie van de Palaemonidae. De wetenschappelijke naam van de soort is voor het eerst geldig gepubliceerd in 2008 door Mejía-Ortíz, Baldari & López-Mejía.